# Francfort Skyliners
Maillots
Le Francfort Skyliners, est un club allemand de basket-ball issu de la ville de Francfort-sur-le-Main. Le club évolue en Basketball-Bundesliga (BBL), soit la première division du championnat allemand.

## Historique

### Noms sponsorisé
- 1999-2000 : aucun
- 2000-2005 : Opel Skyliners
- 2005-2011 : Deutsche Bank Skyliners
- 2011- : Fraport Skyliners

## Bilan sportif

### Palmarès
| Compétitions nationales | Compétitions internationales                    |
| - Championnat d'Allemagne : - Vainqueur (1) : 2004. - Finaliste (2) : 2005, 2010. - Coupe d'Allemagne : - Vainqueur (1) : 2000. - Finaliste (2) : 2004, 2010. - Supercoupe d'Allemagne : - Finaliste (1) : 2010. | - Coupe d'Europe FIBA : - Vainqueur (1) : 2016. |

## Joueurs et personnalités du club

### Entraîneurs
Le tableau suivant présente la liste des entraîneurs du club depuis 1999.
| Rang | Nom            | Périod    |
| ---- | -------------- | --------- |
| 1    | Stefan Koch    | 1999-2001 |
| 2    | Gordon Herbert | 2001-2004 |
| 3    | Murat Didin    | 2004-2005 |

| Rang | Nom            | Période   |
| ---- | -------------- | --------- |
| 1    | Ivan Sunara    | 2005-2006 |
| 2    | Kamil Novák    | 2006      |
| 3    | Charles Barton | 2006-2007 |

| Rang | Nom            | Période   |
| ---- | -------------- | --------- |
| 1    | Mike Kalavros  | 2007      |
| 2    | Murat Didin    | 2007-2010 |
| 3    | Gordon Herbert | 2010-2011 |

| Rang | Nom            | Période   |
| ---- | -------------- | --------- |
| 1    | Muli Katzurin  | 2011-2013 |
| 2    | Gordon Herbert | 2013-2019 |

### Joueurs emblématiques
- Alex King
- Robert Maras
- Pascal Roller
- Kimmo Muurinen
- Alberto Vianini
- Ilian Evtimov
- Muli Katzurin
- Virgil Stănescu
- Malick Badiane
- Koko Archibong
- Jermaine Bucknor
- Peter Guarasci
- Jevohn Shepherd
- Marcus Goree
- Ken Johnson
- Zachery Peacock
- Aubrey Reese
- DaShaun Wood

## Identité du club

### Anciens logos

2005-2011

### Affluences

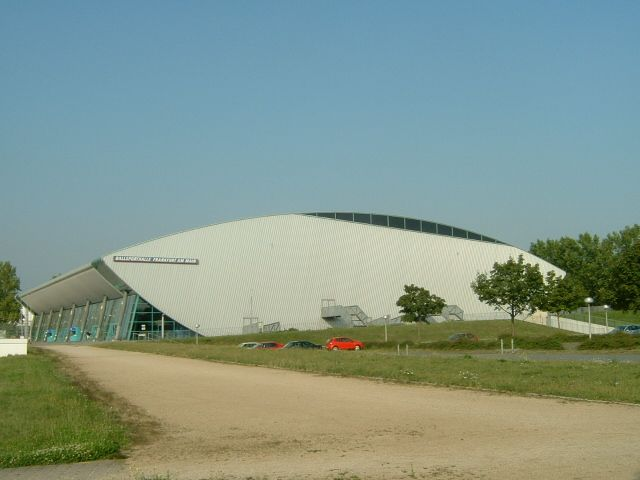
L'antre des Skyliners

Moyenne de spectateurs/match:
- 2010-2011: 4 507
- 2011-2012: 4 492
- 2012-2013: 4 304
- 2013-2014: 4 352
- 2014-2015: 4 444
- 2015-2016: 4 617
- 2016-2017: 4 564
- 2017-2018: 4 525